# アニメーターvsアニメーション
アニメーターvsアニメーション（英語: Animator vs. Animation、AvAとも呼称される）は、アメリカのアニメーター、アラン・ベッカーによって作られた一連のアニメウェブシリーズ。棒人間が内蔵されたアニメーションツールや力技を駆使し、プログラムからの脱出を試みる。
2006年6月3日にニューグラウンズでオリジナル版が公開され、その5か月後に続編が公開された。作品のほとんどがAdobe Animate或いはBlenderによるアニメーションで構成されており、第四話以降には実写のシーンも含まれている。全体として、セリフや会話などが非常に少ないことも特徴である。
そのユニークな発想や非常にクオリティの高いアニメーションからインターネットで流行し、ニューグラウンズでは最高評価にほど近い星4.78を獲得し、YouTubeでは8000万回以上の再生数を誇る。4作目となる『Animator vs. Animation IV』は、YouTubeで公開されたのち、1か月で500万回再生された。Kickstarterでもエピソード作成のためのクラウドファンディングが2013年7月10日から行われ、2013年8月9日に目標を達成した。エピソードは2014年10月2日に公開されている。

## 登場人物

### 人間
- Noogai3（アラン・ベッカー）: アニメーター。自身の創作物に軽蔑の念を抱いていたが、そのうちの一つがテキストで会話できることに気づき、気遣いを見せるようになる。

### 棒人間
- Victim 〔ママ〕: Noogai3が2006年に作った棒人間。初期から登場するが、同じエピソードで殺されているよう[11]。17年後、彼が2006年から2007年にかけて生まれては拷問されていたので、ロケットでAdobe Flashから脱出したことが明るみになっている。のちMitsiという女性のキャラと出会い、テクノロジー企業を設立後アウターネットで平和な生活を送っていたが、Mitsiが後継者のThe Chosen Oneに殺害されたため、4人の傭兵とともに、彼を追跡することになる。
- The Chosen One: 黒色の棒人間で、Victimと酷似している。Noogai3が2006年に作った[12]。火吹き、レーザー、怪力などの超能力を使いこなす。『Animator vs. Animation II』で登場し、その後は死亡したかに思われていたが、『The Virus』の終わりに登場している。
- The Dark Lord: 赤色の棒人間。The Chosen Oneを殺すために存在している。Noogai3が2011年に作った。『Animator vs. Animation III』で初登場し、同エピソード中に死亡したかと思われたが、『The Flashback』で再登場、『The Showdown』で再び死亡したように見える。
- Stick Gang: The Second Comingと、Fighting Stick Figuresからなるグループ。
  - The Second Coming: 橙色の棒人間。Noogai3が2014年に偶然作り出した。Stick Gangのトップ。多くのエピソードでは普通の棒人間的な存在として描かれるが、戦闘能力については他を大きく凌駕している。念力、飛翔、レーザーすら用いれるが、本人はそれを記憶してはいない。
  - Fighting Stick Figures: 赤、青、黄、緑からなる。sticksfight.comに住んでいたが、The Second Comingの力を借り脱出、それぞれNoogai3に殺されたが、その後復活した。『The Showdown』では、The Dark Lordによって殺害されたが、The Second Comingによってふたたび復活している。

## エピソード

### シーズン1
| 通算 話数 | シリーズ 話数 | タイトル                     | 監督             | 放送日                                              |
| --------- | ------------- | ---------------------------- | ---------------- | --------------------------------------------------- |
| 1         | 1             | "Animator vs. Animation"     | アラン・ベッカー | 2006年6月3日 (オリジナル) 2007年5月14日 (YouTube)   |
| 2         | 2             | "Animator vs. Animation II"  | アラン・ベッカー | 2006年11月4日 (オリジナル) 2007年5月14日 (YouTube)  |
| 3         | 3             | "Animator vs. Animation III" | アラン・ベッカー | 2010年10月11日 (オリジナル) 2011年10月2日 (YouTube) |
| 4         | 4             | "Animator vs. Animation IV"  | アラン・ベッカー | 2014年10月2日                                       |

### シーズン2
| 通算 話数 | シリーズ 話数 | タイトル                  | 監督             | 放送日         |
| --------- | ------------- | ------------------------- | ---------------- | -------------- |
| 5         | 1             | "The Virus"               | アラン・ベッカー | 2018年8月19日  |
| 6         | 2             | "The Chosen One's Return" | アラン・ベッカー | 2018年10月28日 |
| 7         | 3             | "The Flashback"           | アラン・ベッカー | 2019年3月12日  |
| 8         | 4             | "The Showdown"            | アラン・ベッカー | 2020年10月24日 |

### シーズン3
| 通算 話数 | シリーズ 話数 | タイトル  | 監督             | 放送日         |
| --------- | ------------- | --------- | ---------------- | -------------- |
| 9         | 1             | "Wanted"  | アラン・ベッカー | 2023年4月29日  |
| 10        | 2             | "The Box" | アラン・ベッカー | 2023年11月4日  |
| 11        | 3             | "Victim"  | アラン・ベッカー | 2024年12月14日 |

## 作成と歴史
ベッカーは、作品の作成にあたって、『カモにされたカモ』や、『はろるどとむらさきのくれよん』のアニメ版といった人気アニメ、ニューグラウンズに投稿されていた『Cursor Thief』、その他多くのFlashゲームに触発されてこの作品を作成した。作業に取り掛かって3か月後に作品を投稿し、その翌日に終日ランキングの2位を維持した。この作品を自分のウェブサイトでホスティングしたいという人々から多くのメールが届いた（独占権を得るために75ドル払おうとした者もいた）が、これをアルビノ・ブラックシープのホスト、スティーブン・ラーナーから聞いたのち、すべて断っている。
AtomFilmsは続編の作成に際して資金提供を実施。2006年11月4日に続編が公開された。作品中で実際に用いているAIMのユーザー名を使用したので、メッセージを送った何百人ものユーザーで、満足に使うことができなくなったという。2010年10月4日にAtom.comに公開した『Animator vs. Animation III』で最終回にする予定だったが、ピクサーで採用されることを目標にコロンバス美術大学でアニメーションを学んだ際、先生の言葉や励ましに意欲を取り戻して、Kickstarterで『Animator vs. Animation IV』作成のクラウドファンディングを決行。7月10日に始まり、8月9日に目標とする10000ドルを達成した。2014年10月2日に公開されて、1か月で500万回再生された。

### eBaum's World騒動
2006年、eBaum's Worldに当作品が無許可・クレジット無しで公開された。デジタルミレニアム著作権法にしたがって法的措置が取られると脅された。
eBaum's Worldはその後ベッカーに連絡、250ドルの受領と引き換えの虚偽の証言を強いた。のち、eBaum's Worldに対し、ベッカーは作品・証言のウェブサイトからの削除を正式に要請した。

## その他メディア

### ゲーム
2006年、チャールズ・イェーが、Adobe Flash Player環境向けに『Animator vs. Animation Game: SE』というゲームをリリースした。
2025年3月26日には、Kickstarterで格闘ゲーム『Animation VERSUS』のクラウドファンディングが開始されている。当ゲームは、Rivals of Aetherを手掛けたMunoの協力を得ている。

### スピンオフ
スピンオフ動画では『Animation vs. Minecraft』がよく知られている。この動画は一時、マインクラフト関連の動画で最も人気があるものとなっていた。その後2017年11月17日以降投稿されているスライス・オブ・ライフ形式の『Animation vs. Minecraft Shorts』（AvM）シリーズも人気を博し、当該シリーズの第14話はチャンネルで最も再生された動画であるのと同時に、マインクラフト関連の動画で最も再生された動画ともなっている。その中でも『Actual Shorts』と称されるものは、YouTube ショート用に独自に整形・制作された動画群で、本家が『Animation vs. Minecraft Shorts』と称しているにも関わらず、最大30分を超えることから「まったくショートではない」という事に因んでいる。
その他に『Animation vs. YouTube』もまた知られており、こちらはピューディパイやマークプライヤーら多数の著名なYouTuberがカメオ出演していることで知られる。

## 受賞・ノミネート
| 年     | 賞名                                         | カテゴリ                 | 作品                        | 結果       | 出典          |
| ------ | -------------------------------------------- | ------------------------ | --------------------------- | ---------- | ------------- |
| 2007年 | ウェビー賞                                   | "People's Voice"賞       | "Animator vs. Animation II" | 受賞       | [ 10 ] [ 26 ] |
| 2014年 | クリーヴランド国際映画祭                     | ベスト・オブ・オハイオ賞 | "Animator vs. Animation IV" | ノミネート | [ 27 ]        |
| 2024   | インディペンデント・メディア・イニシアティブ | N/A                      | "Animation vs. Math"        | 受賞       | [ 28 ]        |